# Le Monstre de Soisy
Le Monstre de Soisy est une sculpture contemporaine réalisée par Niki de Saint Phalle en 1966. L'œuvre mesure 1,80 mètre de hauteur (sans le piédestal) et elle pèse 283 kilogrammes. Le Monstre de Soisy est exposé au musée du Centre Georges Pompidou. Il s'agit d'un don de Pontus Hultén en 2005 au Musée national d'Art moderne à Paris.

## Histoire
Durant la partie de sa vie où Niki de Saint Phalle vivait à Soisy-sur-École avec son compagnon Jean Tinguely, elle a abordé la thématique des monstres. L’année où elle a réalisé Le Monstre de Soisy, elle a dessiné, en collaboration avec Martial Raysse et Jean Tinguely, les décors et les costumes du ballet de Roland Petit Éloge de la folie – d’après l’ouvrage d’Érasme –, présenté à Paris au Théâtre des Champs-Élysées, et dont le sujet était le déclin de la société moderne.

## Analyse
La sculpture est formée d'une structure métallique recouverte d'une toile blanche hérissée d'une multitude d'objets formant une crête. Armée d'une carabine, l'artiste a fait jaillir ses couleurs en visant des bombes de peinture fixées sur l'assemblage, le transformant en créature fantastique. Si le monstre parcourt toute l'œuvre de Niki de Saint Phalle, il partage aussi son intimité : celui de Soisy ayant été longtemps conservé dans sa chambre. Cette sculpture ressemble faiblement à un dinosaure ou un dragon.